# Dario Rivolta
Dario Rivolta (Desio, 23 gennaio 1952) è un politico italiano.

## Biografia
Laureato in scienze politiche, si specializza in psicologia sociale. Svolge il servizio militare come ufficiale di artiglieria.
Inizia l'attività professionale lavorando nel settore esportazioni della Siderexport (gruppo Finsider). Passando alla Redaelli Tecna ne diventa direttore export. Tale attività lo porterà a viaggiare e soggiornare in molti Paesi del mondo e ad interessarsi di tematiche internazionali e strategiche nell'ambito dei mutevoli assetti geopolitici di quel periodo. Nel 1984 diventa Dirigente aziendale ed entra nel gruppo Fininvest di Silvio Berlusconi assumendo l'incarico di Capo dello staff di segreteria. Si dedica, da un certo momento in poi, allo sviluppo internazionale del gruppo. Nel 1991 lascia la Fininvest e fonda un'azienda di consulenza commerciale internazionale. 
Ha fatto parte di numerose organizzazioni internazionali tra cui, nel 1989, la Trans-Atlantic Dialogue.
Nel 1996 è nominato presidente della Federazione delle Camere di Commercio Estere ed Italo-Estere dell'Europa Centro-Orientale e dell'Asia – FE.CAM.EST succedendo al defunto senatore Vittorino Colombo.
Tra il 2000 e il 2008 è presidente della Fondazione Franco Verga-Centro Orientamento Immigrati; nel 2001 è presidente dell'Associazione di Amicizia Italia-Libano. Nel 2003 è il primo europeo che durante la guerra in Iraq si reca nel Kurdistan iracheno invitato dal presidente Jalal Talabani
Ha partecipato a diverse iniziative politiche: nel 1980 diventa segretario del Movimento Liberale Democratico, un'organizzazione politica liberale che si ispira al pensiero di Piero Gobetti e del liberalismo moderno. Il Movimento è federato al Partito Radicale.
Nel 1993 contribuisce alla fondazione dell'Associazione per il Buon Governo, prodromo del Partito politico Forza Italia.
Con le elezioni politiche del 1996, inizia la sua attività parlamentare, che si svolgerà interamente alla Camera dei deputati.
Nella XIII Legislatura (9 maggio 1996 – 29 maggio 2001) viene eletto con il sistema maggioritario nella Circoscrizione III (“Lombardia 1”), nel Collegio “23-Desio”, nella lista “Forza Italia"; si iscrive al Gruppo Parlamentare “Forza Italia” e fa parte della III Commissione Permanente della Camera (Affari esteri e comunitari).
Nella XIV Legislatura (30 maggio 2001 – 27 aprile 2006) viene eletto con il sistema maggioritario nella Circoscrizione III (“Lombardia 1”), nel Collegio “23-Desio”, nella lista “Abolizione Scorporo”; si iscrive al Gruppo Parlamentare “Forza Italia”. È Vicepresidente della III Commissione Permanente della Camera (Affari esteri e comunitari) e componente della XIV Commissione Permanente (Politiche dell'Unione Europea).
Nella XV Legislatura (inaugurata il 28 aprile 2006) viene eletto nella Circoscrizione III (“Lombardia 1”), nella lista “Forza Italia”, nell'ambito della coalizione "Casa delle Libertà"; si iscrive al Gruppo Parlamentare Forza Italia e fa nuovamente parte della III Commissione Permanente della Camera (Affari esteri e comunitari).
Dal 2001 diventa Responsabile Area Internazionale di Forza Italia.
Lascia la politica attiva nel 2008 ma continua ad occuparsi di politica estera scrivendo editoriali su testate italiane ed estere e tenendo conferenze in Italia ed Europa. E' visiting professor insegnando politica internazionale nelle Università Bicocca di Milano e IESEG di Parigi e Lille.
Nel 2024 pubblica una seconda edizione del suo libro: Al fianco di Berlusconi- Da cavaliere a presidente.